# چهل زرعی (آباده)
چهل زرعی، روستایی از توابع بخش مرکزی شهرستان آباده در استان فارس ایران است.

## جمعیت
این روستا در دهستان سورمق قرار دارد و براساس سرشماری مرکز آمار ایران در سال ۱۳۹۵، فاقد سکنه بوده‌است.در چهل زرعی بسیار افغان مشغول به کار هستند.